# Vasaristi oja
Vasaristi oja är ett vattendrag i Estland.   Det ligger i landskapet Harjumaa, i den centrala delen av landet, 60 km öster om huvudstaden Tallinn.